# Colli d’Imola
Unter der Bezeichnung Colli d’Imola (deutsch Hügel von Imola) werden in der norditalienischen Metropolitanstadt Bologna (Region Emilia-Romagna) Weiß- und Rotweine erzeugt, die seit dem 1. Juli 1997 eine „kontrollierte Herkunftsbezeichnung“ (Denominazione di origine controllata – DOC) besitzen, die zuletzt am 7. März 2014 aktualisiert wurde.

## Anbaugebiet
Der Anbau und die Vinifikation sind in den Gemeinden Fontanelice, Borgo Tossignano, Casalfiumanese, Imola, Dozza, Castel San Pietro Terme und Ozzano dell’Emilia gestattet.

## Erzeugung
Folgende Weintypen werden erzeugt:

### Verschnittweine
- Colli d’Imola rosso (auch als Novello und „Riserva“): aus einer oder mehreren roten Rebsorten, die für den Anbau in der Region Emilia-Romagna zugelassen sind.
- Colli d’Imola bianco (auch als Frizzante und „Superiore“): aus einer oder mehreren weißen Rebsorten, die für den Anbau in der Region Emilia-Romagna zugelassen sind.

### Fast sortenreine Weine
Die angegebene Rebsorte muss zu mindestens 85 % enthalten sein. Höchstens 15 % andere analoge Rebsorten, die für den Anbau in der Region Emilia-Romagna zugelassen sind, dürfen – einzeln oder gemeinsam – zugesetzt werden.
- Colli d’Imola Sangiovese (auch als „Riserva“)
- Colli d’Imola Cabernet Sauvignon (auch als „Riserva“)
- Colli d’Imola Barbera (auch als Frizzante)
- Colli d’Imola Trebbiano (auch als Frizzante)
- Colli d’Imola Pignoletto (auch als Frizzante)
- Colli d’Imola Chardonnay (auch als Frizzante)

## Beschreibung
Laut Denomination (Auszug):

### Colli d’Imola Bianco
- Farbe: strohgelb
- Geruch: weinig, leicht fruchtig
- Geschmack: trocken oder halbtrocken oder lieblich oder süß
- Alkoholgehalt: mindestens 11,0 Vol.-%
- Säuregehalt: mind. 5,0 g/l
- Trockenextrakt: mind. 16,0 g/l

### Colli d’Imola Rosso
- Farbe: rubinrot, das mit zunehmender Reife granatrot wird
- Geruch: weinig, intensiv
- Geschmack: trocken oder halbtrocken oder lieblich oder süß
- Alkoholgehalt: mindestens 11,5 Vol.-%
- Säuregehalt: mind. 4,5 g/l
- Trockenextrakt: mind. 20,0 g/l